# George Frederick Boyle
George Frederick Boyle, né le 29 juin 1886 à Sydney – mort le 20 juin 1948 à Philadelphie, est un compositeur australien puis américain. Il a vécu aux États-Unis de 1910 jusqu’à sa mort.
Aaron Copland, Alex North et Samuel Barber ont été ses élèves.